# Złoty Budda

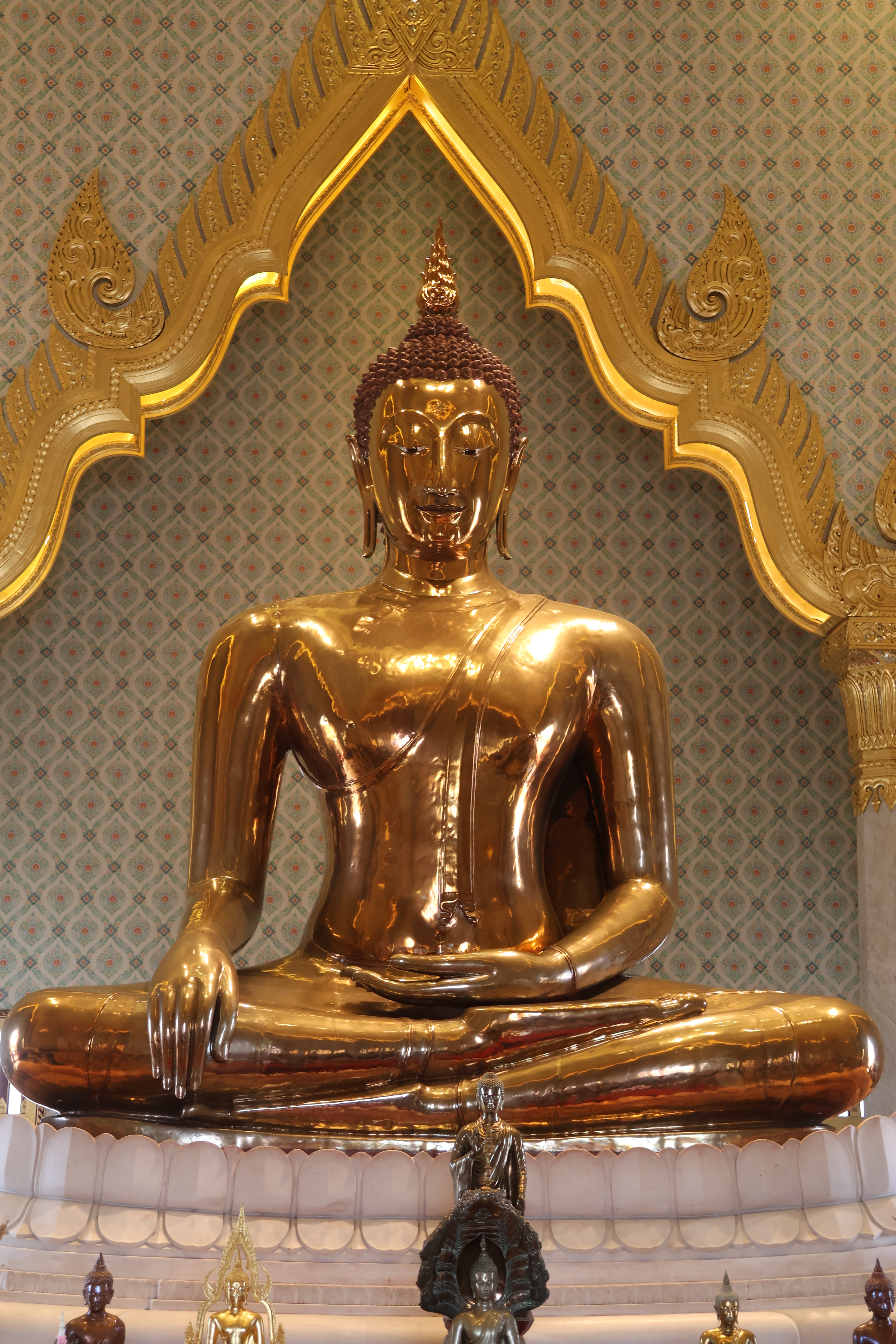
Pomnik Złotego Buddy

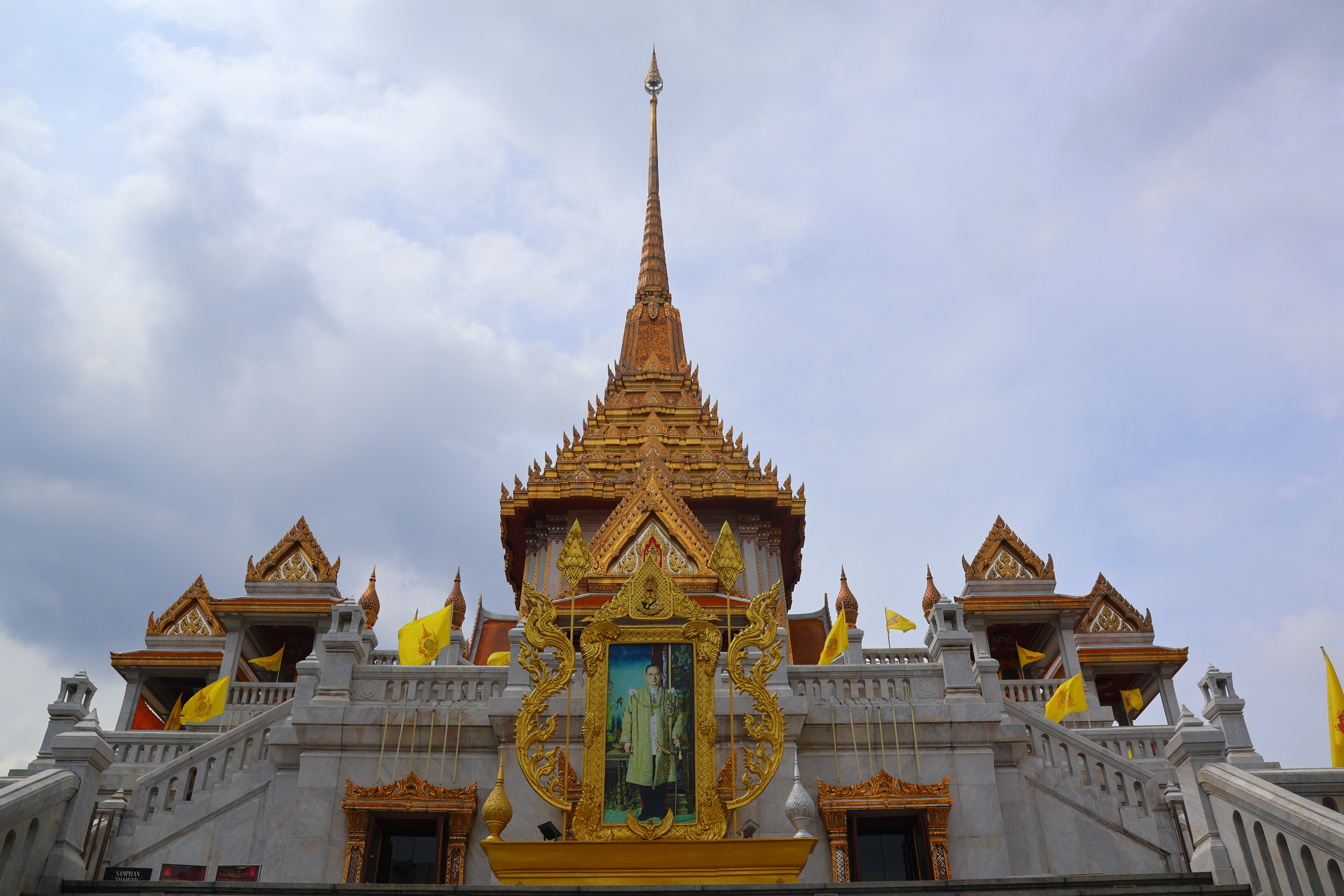
Świątynia Złotego Buddy (2024)

Złoty Budda (język tajski: พระพุทธมหาสุวรรณปฏิมากร Phra Phuttha Maha Suwan Patimakon) – największy na świecie zrobiony ze złota posąg Buddy, znajdujący się na terenie świątyni Wat Traimit w Bangkoku. Ma wysokość 3 m, waży ponad 5 ton. Przedstawia Buddę w pozycji siedzącej, z rękami ułożonymi w tzw. bhumisparśa-mudra.

## Historia
Posąg wykonano prawdopodobnie w Ayutthaya w okresie Sukhothai (1238–1370). Podczas najazdu birmańskiego w XVIII w. w celu zabezpieczenia go przed zrabowaniem został pokryty warstwą gipsu i przewieziony do Bangkoku. Pozostawał w zapomnieniu przez 200 lat, złoty posąg odkryto przypadkowo w XX w. podczas prac renowacyjnych. Ponieważ świątynia nie dysponowała odpowiednio dużym pomieszczeniem, przez następne 20 lat posąg pozostawał na zewnątrz pod prostym zadaszeniem z blachy. W latach 50. XX wieku wzniesiono specjalnie odpowiedni budynek.